# Charles Baud (Politiker)
Charles Baud (* 17. April 1825 in Apples; † 25. Dezember 1908 ebenda; heimatberechtigt in Apples) war ein Schweizer Politiker.

## Biografie
Baud absolvierte das Progymnasium und arbeitete dann als Landwirt und Rentier.
Von 1858 bis 1874 und von 1886 bis 1889 war er im Grossen Rat des Kantons Waadt und vertrat dort freisinniges Gedankengut. Zwischenzeitlich war er von 1874 bis 1885 Staatsrat des Kantons Waadt und stand dort zuerst dem Militär- und dann dem Landwirtschaftsdepartement vor. Bei den Parlamentswahlen 1866 wurde er in den Nationalrat gewählt, dem er bis 1893 angehörte.
Baud war Mitglied des Bankrats der Waadtländer Kantonalbank, des Crédit Foncier Vaudois und der kantonalen Hypothekarkasse. Er war Mitbegründer und Vizepräsident der Bière-Apples-Morges-Bahn und Mitglied des Bezirkskirchenrats und der Synode.
In seinem Testament hielt er fest, dass sein Vermögen für die Schaffung einer Wohlfahrtseinrichtung für behinderte und unheilbar kranke Frauen investiert werden sollte. Auf seinem Grundstück wurde eine Institution errichtet, die später in Alters- und Pflegeheim Fondation Commandant Baud umbenannt wurde.
Sein militärischer Grad in der Schweizer Armee war Oberstleutnant.